# Massimiliano Rosolino
Massimiliano Rosolino (n. 11 iulie 1978, Napoli, Italia) este un înotător italian, medaliat olimpic. A participat la 4 ediții ale Jocurilor Olimpice (1996, 2000, 2004, 2008) în care a câștigat o medalie de aur, o medalie de argint și două medalii de bronz.